# Sturz multicolor cu cap negru
Sturzul multicolor cu cap negru (Pitta sordida) este o pasăre din familia Pittidae. Este comună în estul și sud-estul Asiei și în Asia de sud-est maritimă, unde trăiește în mai multe tipuri de păduri, precum și pe plantații și alte zone cultivate. Este o pasăre verde cu capul negru și creștetul castaniu.

## Taxonomie
Sturzul multicolor cu cap negru a fost descris de zoologul german Philipp Statius Müller⁠(d) în 1776 și i s-a dat numele binomial Turdus sordidus. Descrierea lui Statius Müller s-a bazat pe o planșă publicată de Contele de Buffon în lucrarea sa, Planches Enluminées D'Histoire Naturelle. Specia este acum plasată în genul Pitta, care a fost creat de ornitologul francez Louis Pierre Vieillot în 1816. Epitetul specific sordida înseamnă în latină „șubred” sau „murdar”.
Sunt recunoscute șase subspecii:
- P. s. cucullata (Hartlaub, 1843) – de la nordul Indiei la sudul Chinei și Indochina
- P. s. mulleri (Bonaparte, 1850) – Peninsula Malay, Sumatra, Java, Borneo și sud-vestul arhipelagului Sulu (sudul Filipinelor)
- P. s. bangkana (Schlegel, 1863) – BBangka și Belitung (la est de Sumatra de Sud)
- P. s. sordida (Müller, PLS, 1776) – Filipine (cu excepția grupului Palawan)
- P. s. palawanensis (Parkes, 1960) – Grupul Palawan (sud-vestul Filipinelor)
- P. s. sanghirana (Schlegel, 1866) – Insulele Sangihe (nord-est de Sulawesi)

## Galerie

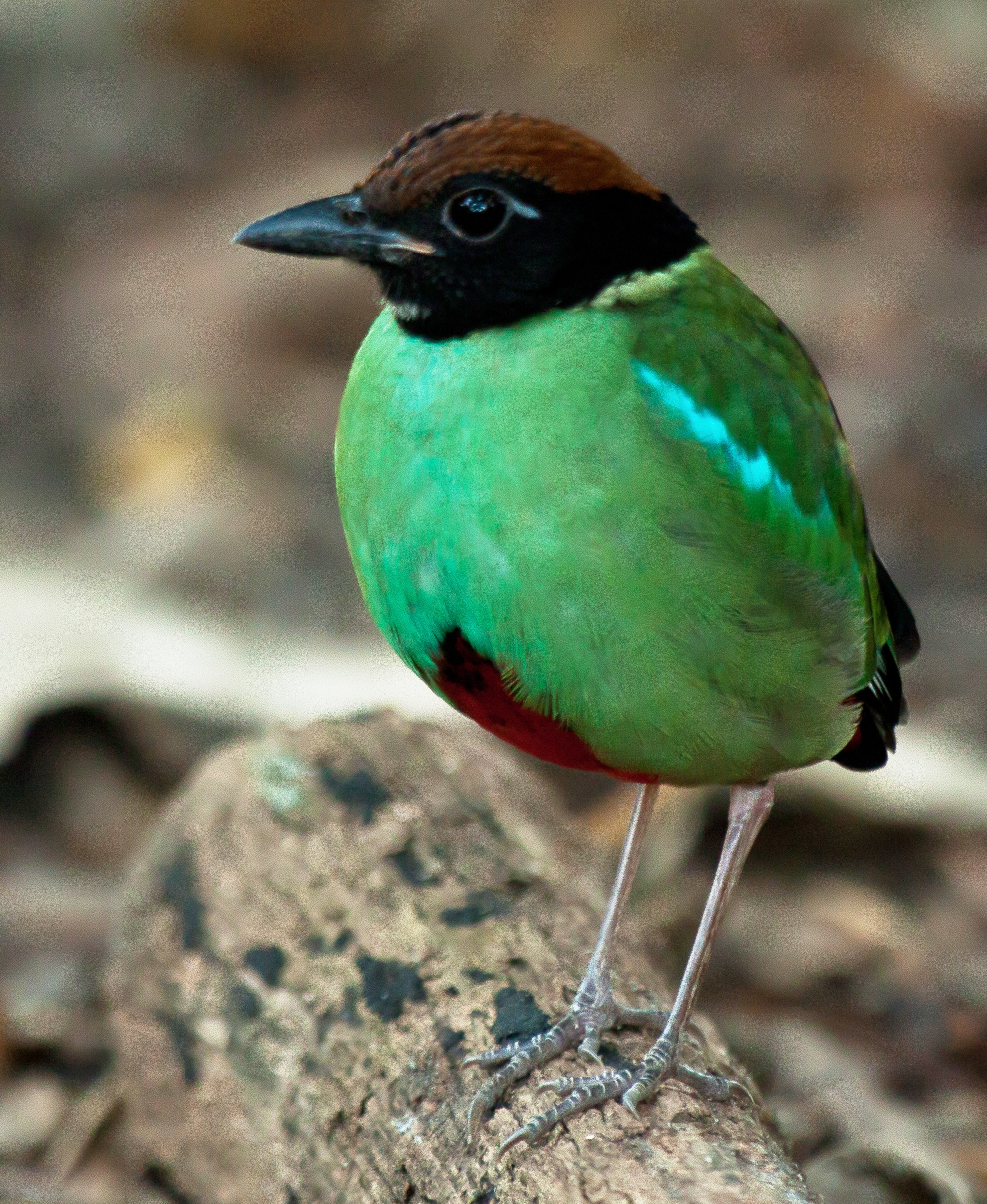
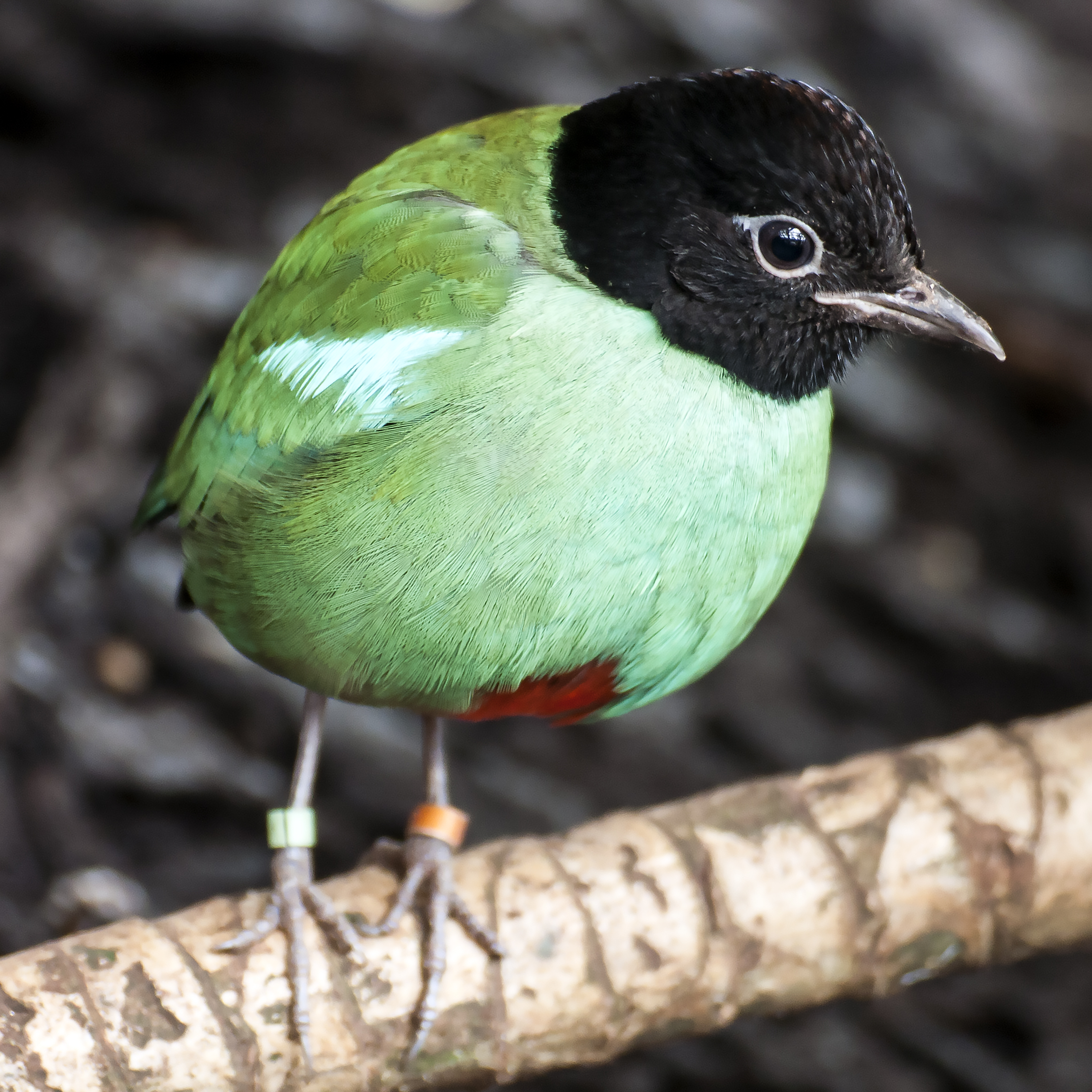
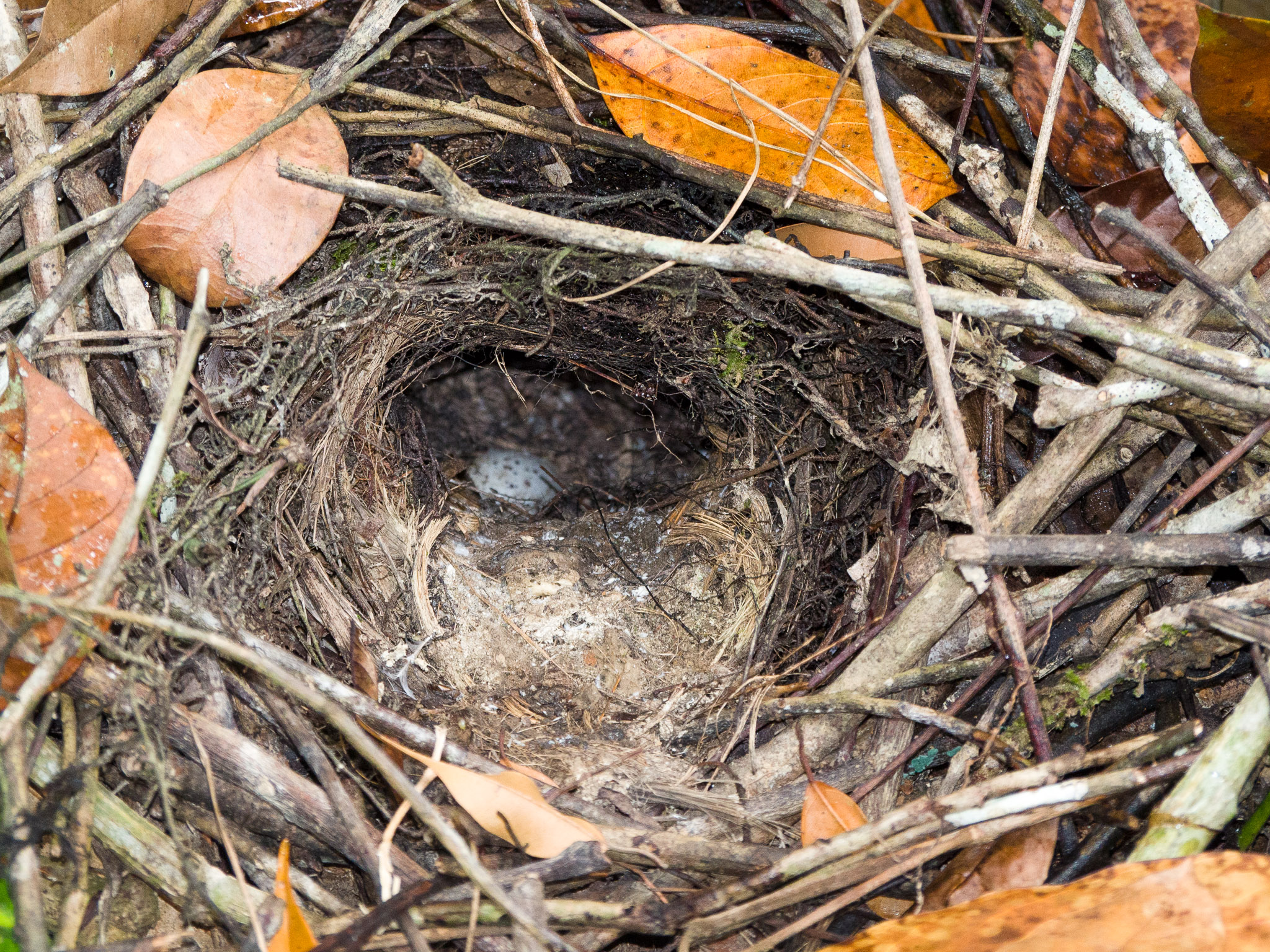
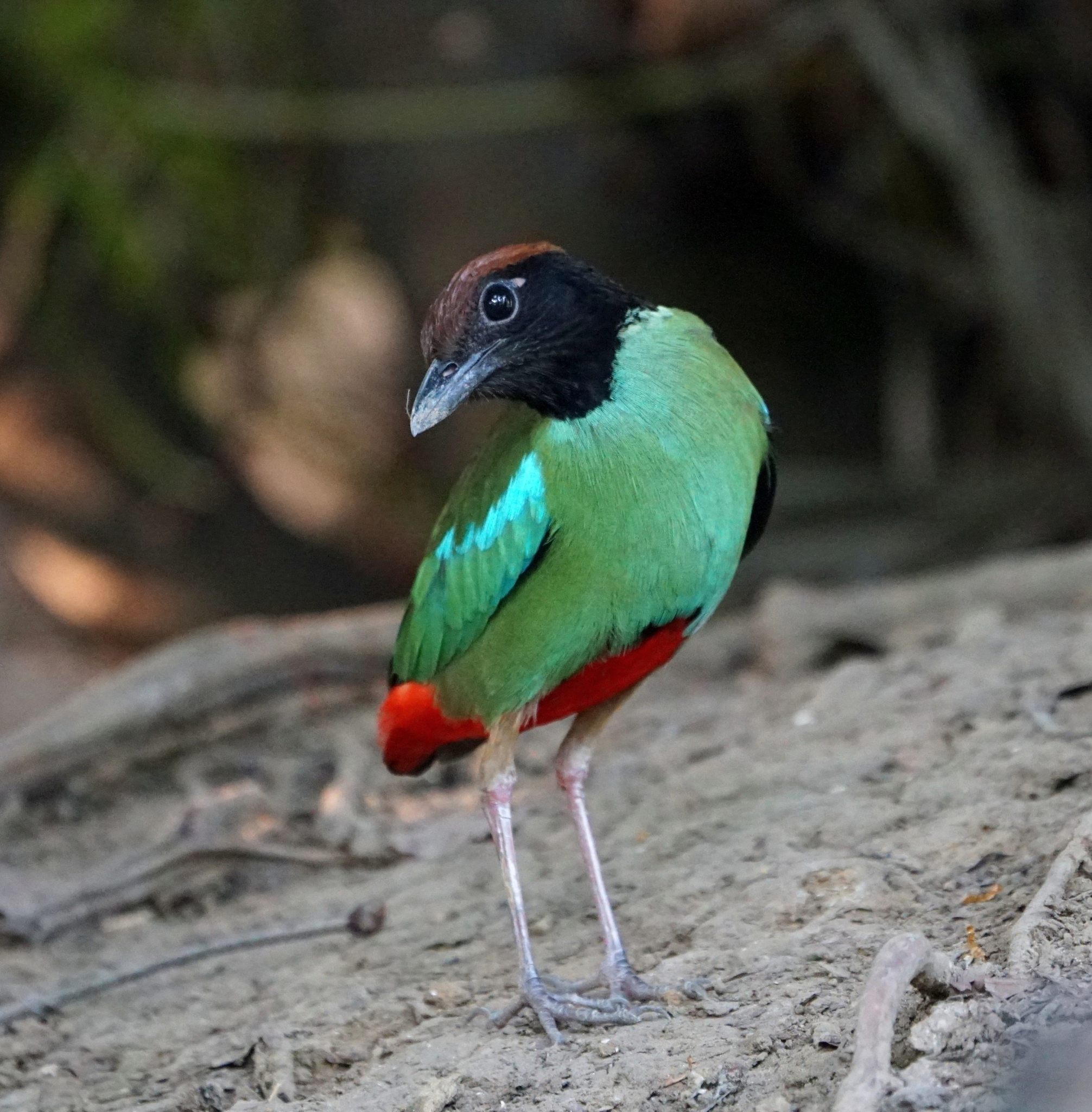